# Кавамура, Норихико
Норихико Кавамура (яп. 河村 典彦 Кавамура Норихико) — японский рэндзист, трёхкратный мэйдзин, чемпион мира по рэндзю (1995). Является вице-президентом RIF с 2001 года.

## Биография
Начал играть в рэндзю в 1977 году, но затем на некоторое время оставил игру. После возвращения в 90-е годы добился крупного успеха, выиграв в 1994 году матч за звание Мэйдзина с легендарным Сигэру Накамурой со счетом 3:2 и став мэйдзином. На волне этого успеха он принял участие в чемпионате мира (1995, Таллин) и завоевал там золотую медаль. На следующий год он успешно защитил свой титул мэйдзина в матче с претендентом Кадзуто Хасэгавой, но в 1996 году следующий, 34-й мэйдзин-матч проиграл. Впоследствии Кавамура ещё один раз становился мэйдзином, выиграв в 2004 году матч против Юсуя Ямагути со счетом 3,5:0,5.